# Ululodes nigripes
Ululodes nigripes är en insektsart som beskrevs av Banks 1943. Ululodes nigripes ingår i släktet Ululodes och familjen fjärilsländor. Inga underarter finns listade i Catalogue of Life.